# Bellye

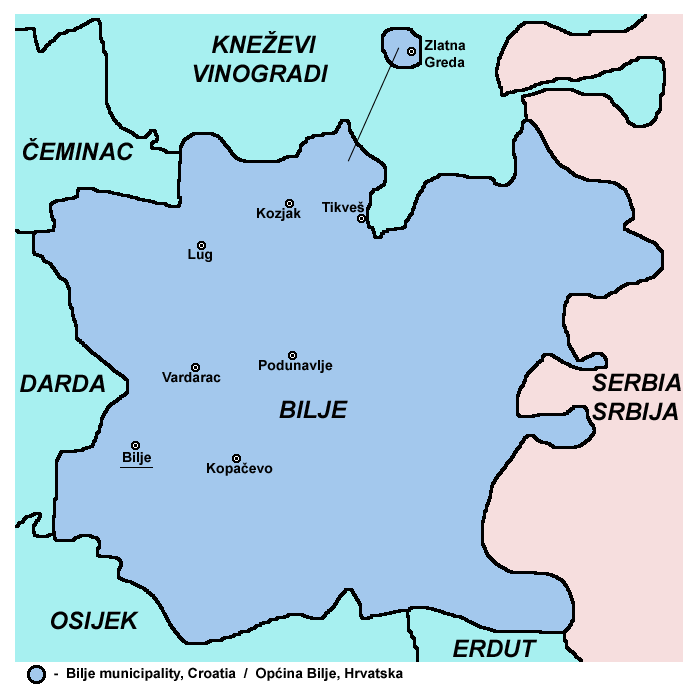
Bellye térképe

Bellye, (másképpen Bélia, Béllya, Béllye, horvátul: Bilje) falu és község Horvátországban, Eszék-Baranya megyében.

## Fekvése
Eszéktől 5 km-re északkeletre, Baranyában, a Drávaszög területén, a Dráva ártere feletti löszplatón fekszik. Délnyugaton Eszék városával, keleten a Bácskával határos és a Magyarország felé vezető fontos út is átvezet Bellyén. Határában halad át az Eszékről Pélmonostor felé menő vasútvonal.

## A község települései
(Zárójelben a horvát név szerepel.)
- Bellye (Bilje)
- Bokroshát (Zlatna Greda)
- Dunai-puszta (Podunavlje)
- Keskenyerdő (Kozjak)
- Kopács (Kopačevo)
- Laskó (Lug)
- Tökös (Tikveš)
- Várdaróc (Vardarac)

## Története
Bellye már a rómaiak korában is lakott hely volt. Novae, illetve Ad Novas névvel illették azt a települést, mely a Dráva jobb partján fekvő Mursa lakóinak a folyón túli kolóniája volt. Már az ókorban is fontos út vezetett rajta keresztül, az északra, Aquincum felé vonuló hadak itt keltek át a Dráva folyón és annak mocsarain. A latin kultúra számos régészeti leletet hagyott itt az utókorra. Az Eszékről Bellyére vezető úttól nyugatra a szántóföldön szántás után még ma is látszanak a római út nyomai, mely innen tovább folytatódik Kopács, az egykori limes irányába. Az egykori hadiút mentén egy 161-ből származó római kőemléket is találtak. A római települést végül Mursával együtt 441-ben a hunok pusztították el.
A középkori Bellyét 1212-ben említik először „Villa Billie” alakban a kopácsi birtok határleírásában. 1389-ben, 1406-ban és 1430-ban „Bellye”, 1403-ban „Byllye” néven említik a középkori oklevelek. A Bellyei család birtoka volt. A török 1526-ban, közvetlenül a mohácsi csata előtt foglalta el a települést, mely ekkor valószínűleg elpusztult. Szulejmán szultán nem sokkal ezután építtette meg az eszéki Felsővárostól Dárda irányába töltésekkel és hidakkal a mocsarakon át vezető hadiutat, melyet az oszmán seregek oly gyakran használtak magyarországi hadjárataik során. A falu a török megszállás idején, még a 16. században újratelepült. Jelenlegi határában 1591-ben egy Csamafalva nevű falu is létezett és Bellyéhez tartozott még Mecze puszta is. Bellye 1591-ben 120 magyar családnak adott otthont és még 1680 körül is létezett. 1687-ben a nagyharsányi csata után szabadult fel a török uralom alól.
1696-ban 23 családot, 1712-ben 16 családot számoltak a településen. Bellye azután kezdte élni virágkorát, hogy Savoyai Jenő herceg hadi érdemeiért királyi adományként megkapta a bellyei uradalmat, melyhez 27 alsóbaranyai falu tartozott. A 18. század elején az egykori hódoltsági területen kialakult uradalom jelentős birtoktesttel rendelkezett. Az uradalmi központban, Bellyén épült fel 1707 és 1712 között Savoyai egyik kastélya is. Savoyai 1736-os halála után, miután örököse nem volt, a birtok a kamarára szállt. Mária Terézia 1780. május 5-én leányának Mária Krisztinának és férjének, Szász-Tescheni Albert hercegnek adományozta. Miután ők is gyermektelenek voltak, Bellyét Károly Lajos főherceg örökölte, aki az uradalmat Bellye és Hercegszőlős között osztotta fel és a birtokot elidegeníthetetlen birtoknak nyilvánította. Károly örököse fia, Albrecht lett, majd halála után Albrecht testvérének fia, Frigyes lett Bellye következő ura, egészen az első világháborúig. 1920-ban a birtokot államosították.

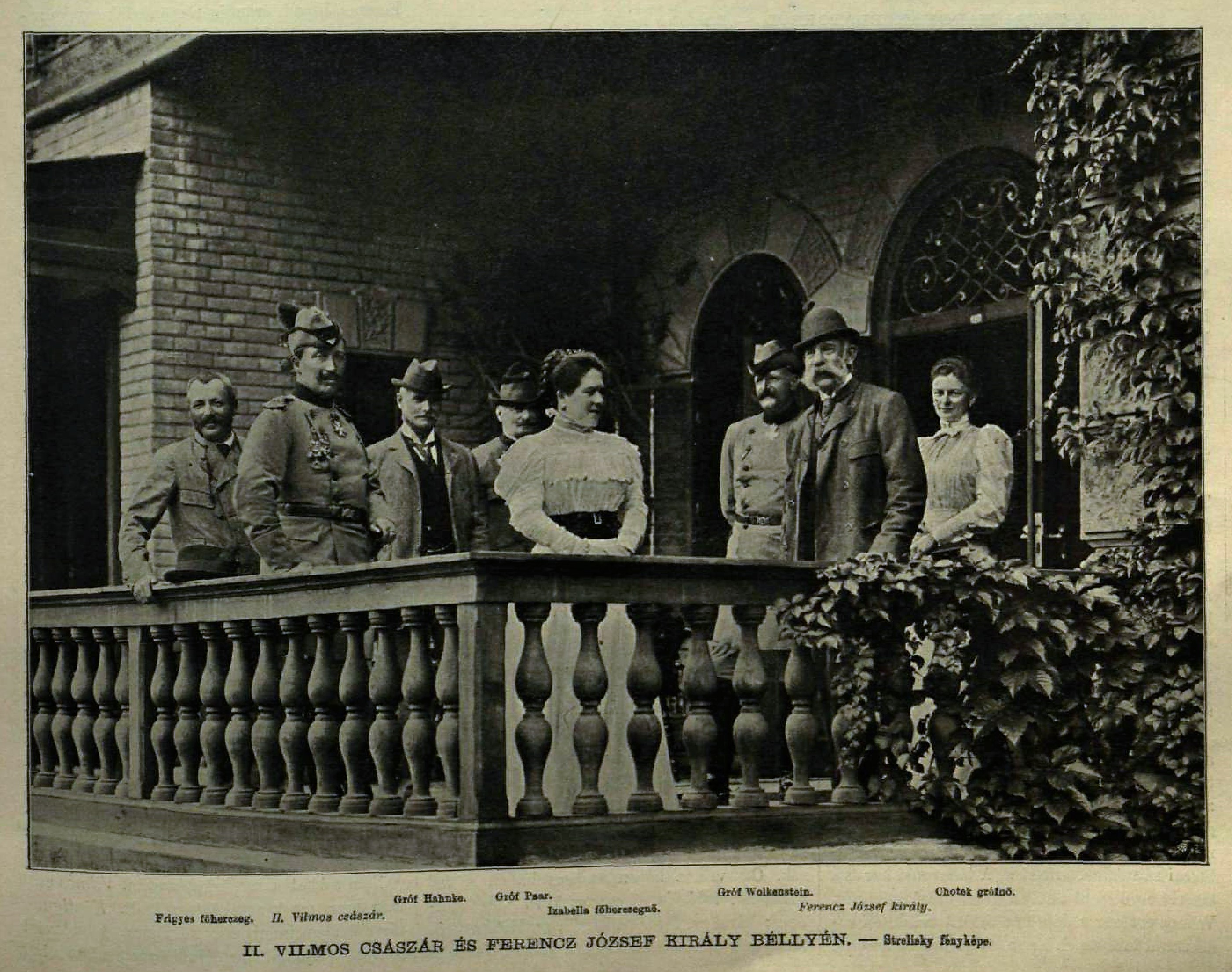
II. Vilmos császár és Ferenc József császár Bellyén 1897-ben

A falu etnikuma a 18. századig nem változott; csupán 1 szerb jövevény található ekkor a helységben. Az 1720-as évektől a herceg dél-német telepeseket hozatott ide, hogy a környező földeket műveljék. Ezzel a település etnikai képe lényegesen megváltozott. 1776 és 1779 között a Dráva áradásai miatt rossz állapotú régi út helyett Mária Terézia új, 4 és fél kilométer hosszú utat építtetett a bellyei mocsarak között Eszékig. A 18. század végén a kiterjedt árterület és a sok rét miatt a lakosság elsősorban állattenyésztéssel és halászattal foglalkozott. A terület egyharmadát áradások tették haszontalanná, ám a vizek halakban gazdagok voltak. A század végén és a 19. század elején a faluba újabb német betelepítés történt, ennek következtében 1822-re 1076 főből állt a lakossága. Az uradalmi központ 1827-ig volt itt, ekkor Hercegszőlősre költöztették át. Az első írásos emlék arról, hogy Bellyén a káposztatermesztés jelentős és híres volt, 1845-ből származik: „Igen szép fejes káposzta Szalántán, Németiben, Bellyén terem”.
1910-ben 1188 fő lakott a településen, ebből 597 magyar, 518 német, 58 szerb, 16 horvát, 1 „tót” és 1 „egyéb” nemzetiségű. A lakosok közül 1019 fő tudott magyarul.
A falu a trianoni békeszerződés előtt Baranya vármegye Baranyavári járásához tartozott. A második világháború végén a német lakosság nagy része elmenekült a partizánok elől. Az itt maradtakat a kommunista hatóságok kollektív háborús bűnösökké nyilvánították, minden vagyonuktól megfosztották és munkatáborba zárták. Az 1960-as évektől a környező pusztákról és Eszékről is sokan költöztek a településre, aminek egyik következményeként jelentősen megváltoztak a nemzetiségi arányok. A délszláv háború során 1991-ben megszállták a szerb szabadcsapatok. A horvát és magyar lakosságot elűzték, katolikus templomát 1992 januárjában felrobbantották, a református templomot felgyújtották. Az ENSZ csapatok 1995-ben vonultak be a Drávaszögbe, majd 1997-ben adták át Horvátországnak. Ezt követően 1998-ban térhettek vissza a menekültek.

## Gazdaság
A lakosság hagyományosan földművelésből és állattenyésztésből élt. 1895-ben 235 családi gazdaság működött a településen. Határában 5148 katasztrális hold föld volt. A második világháborút követő években a magánbirtokokat államosították, ebből jött létre a Bellyei Mezőgazdasági-Ipari Kombinát. Ezután a lakosság jelentős hányada ott dolgozott. Eszék közelsége miatt sokan a megyeszékhelyen dolgoznak.

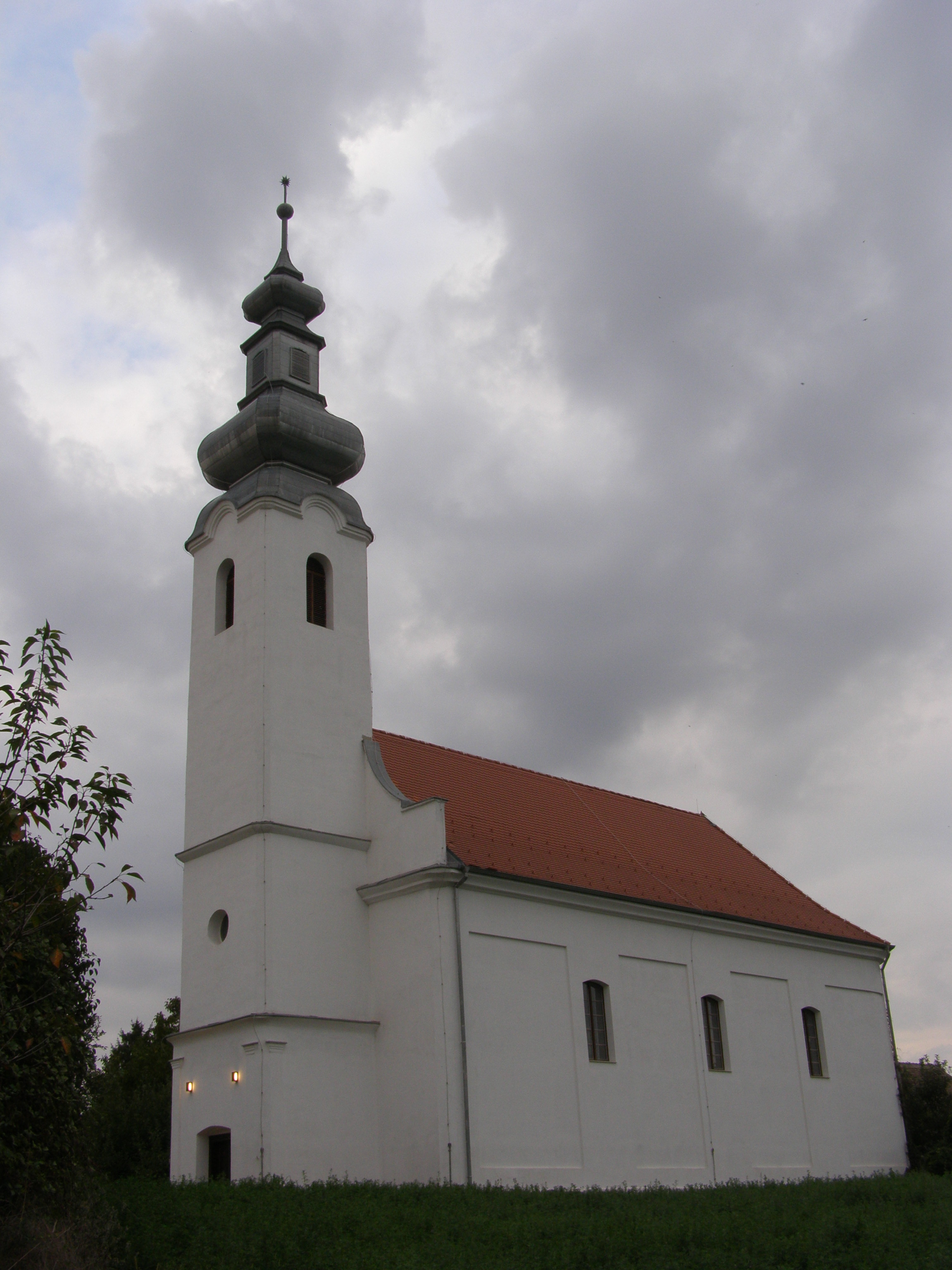
Az újjáépült bellyei református templom

## Nevezetességei
- Savoyai Jenő herceg vadászkastélya[8] 1707 és 1712 között épült. Tervezőjének az osztrák Johann Lukas von Hildebrandtot tartják. A kastély a Kopácsi rét mocsaras, ártéri területének szélén helyezkedik el. 55,86-szor 56,89 méter nagyságú, négyzet alaprajzú épület, belső négyzet alakú udvarral. A kastély alatt tágas pincék voltak, amelyekben körülbelül 400 000 liter bort tároltak, amelyet az uradalom más pincéiből hoztak ide. A kastélyban kápolna is épült, amelyben az első gyermeket 1721-ben kereszteltették meg. A kápolna a plébániatemplom szerepét is betöltötte 1775-ig, amíg a Boldogságos Szűz Mária Szeplőtelen Fogantatásának tiszteletére a plébániatemplomot fel nem építették. A kastélyt 1974-ben teljesen felújították, az erdőgazdaság irodái működtek benne. A kastély az 1820-as években még erdőkkel volt övezve, melyből utólag alakították ki a 8 hektáros parkot.
- A bellyei plébániát 1758-ban alapították. A Boldogságos Szűz Mária Szeplőtelen Fogantatásának tiszteletére szentelt plébániatemplomot[9] 1775-ben építették. 1862-ben megújították, majd a következő évben új oltárokat szenteltek fel benne. A délszláv háború idején az épület súlyos károkat szenvedett, sekrestyéje kiégett, berendezése, orgonája teljesen megsemmisült, harangját elvitték. A felújítási munkák 1997-ben kezdődtek és 2002-ben fejeződtek be.
- A falu népe a 16. században áttért a református hitre. Az első református templom a régi katolikus templom lehetett. Ezt 1721-ben lebontották, majd a 19. században a reformátusok új templomot építettek. Története során többször is újjáépítették. 1991-ben a szerbek felgyújtották, csak a csupasz falak maradtak. Felújítása 2019-ben befejeződött. A toronysisakot 2011-ben emelték a helyére. A Bellyei Református Egyházközség a Horvátországi Magyar Református Keresztyén Egyház tagja.
- Ipari műemlék a bellyei malomraktár,[10] a 20. század első feléből származó gabonaraktár jó állapotban fennmaradt épülete. Az épület kétemeletes trapéz alaprajzú, téglából épült, nyeregtetős, cserép fedéssel. Belül szerkezete deszkázott fagerendából áll. A főhomlokzat keleti fekvésű, oromfalas, egyszerűen és szimmetrikusan kialakított párkányokkal zárva. A magasságot három koszorú tagolja. Homlokzata két ablaktengellyel van tagolva, az oromzaton egy profilozott kerettel ellátott körablak található. A bejárati ajtó feletti szemöldökre 1921-es évszám van ráírva.
- A Bellyei-tó nyáron valódi paradicsom a családi összejövetelek számára, különösen azok számára, akik szeretnek úszni, kempingezni és horgászni. A régi Dráva 56 hektáron fekvő holtágát egy híd és egy zsilip osztja két részre. A tó halakban rendkívül gazdag, halfajtái a csuka, a ponty, a kárász, a keszeg, az amur és a harcsa.

## Kultúra
A Bellyei Folklórcsoport célja, hogy ápolja a helyi népdalokat, néptáncokat, népszokásokat. Felnőtt és gyermekcsoporttal rendelkezik. A csoport rendszeresen megtartja éves koncertjét, ahol az éves munkájának eredményeit mutatja be, ezen kívül különféle rendezvényeken vesz részt a Bilje községben és más községekben szervezett eseményeken. Külföldön felléptek már, Magyarországon és Németországban is.

## Sport
- HNK Bilje labdarúgóklub
- ŠRD „Karas” Bilje sporthorgászklub
- VK „Biljsko jezero” evezősklub
- ŽOK „Bilje” női röplabdaklub

## Híres szülöttei
- Ács Gedeon lelkész, szabadságharcos, író
- Mitterpacher Lajos természettudós, az agrártudományok úttörője
- Mitterpacher József matematikus, bölcseleti és teológiai doktor, egyetemi tanár